# Lista över järnvägsolyckor
Det här är en lista över järnvägsolyckor.

## Asien
- 1923 Japan, tåg träffas av ett jordskred på grund av den Stora Kanto-jordbävningen, 112 döda.
- 1940 Japan, bensindrivet motorvagnståg kraschar och brinner/exploderar. minst 181 döda.
- 1943 Japan, två godståg kolliderar med urspårat passagerartåg. 110 döda enl japansk media.
- 1945 Japan, två tåg kolliderar på en bro och hamnar i floden. 105 döda.
- 1945 Japan, urspårning. 184 döda
- 1947, Japan, tåg spårar ur på grund av för hög fart, 184 döda.
- 1981, 6 juni, omkom minst 800 personer i Bihar, Indien sedan en bro rasat.[1]
- 1990, Pakistan, 210 döda i kollision.
- 1995, 20 augusti, Indien, 358 döda i kollision.[1]
- 1995, 28 oktober, Azerbajdzjan, omkring 300 döda när ett tunnelbanetåg tar eld. Värsta tunnelbaneolyckan i världen.[1]
- 1997, Indien, 120 döda, urspårning på bro.
- 1998, Indien, 150 döda i kollision.
- 1999, 2 augusti, Indien, 285 döda i frontalkollision.[1]
- 2003 en brand anläggs i Daegus tunnelbana, Sydkorea, runt 200 döda.
- 2004, Nordkorea, minst 54, även 161 eller fler döda har förekommit i rapporter, mer än 1000 skadade. Explosion i lasten, okänt vad.
- 2004, 26 december, ett tåg i Sri Lanka spårar ur och vattenfylls på grund av tsunamin i Indiska oceanen 2004. Tåget var fullpackat och omkring 1 700 omkom, flest av alla järnvägsolyckor. På grund av kaoset vid tsunamin anlände ingen hjälp på länge och många skadade dog på platsen. Tågolyckan har inte nämnts så mycket i medierna, den har "drunknat" i tsunamin som helhet, som hade minst 200 000 döda, varav 35 000 i Sri Lanka.[1]
- 2005, Pakistan, cirka 150 döda då tre tåg kolliderar.
- 2005, Indien, 114 döda på grund av en urspårning.
- 2007 i Pakistan. Ett passagerartåg spårar ur, och runt 35 dödas.
- 2008 i Kina. Ett passagerartåg spårar ur, och kolliderar med ett annat passagerartåg. 72 dödas.
- 2011 i Kina. Ett höghastighetståg kolliderar i 180 km/h med ett höghastighetståg som fått stopp. 39 dödas och mer än 200 skadas. Denna olycka och den i Tyskland 1998 är de dittills enda olyckorna i världen med höghastighetståg med många dödade passagerare.

## Afrika
- 1993, 30 januari. I Kenya dödades 140 personer när ett tåg föll ner i en flod. En järnvägsbro hade skadats av översvämning. Två av passagerarna på tåget var svenskar i 25-årsåldern. Den ene återfanns död medan den andre inte hittats.[2][3]
- 1994, 22 september. Ett godståg i Angola fraktandes granit med många fripassagerare kraschar på grund av bromsfel, med 300 döda.[1][4]
- 1998, 14 februari. Ett godståg med oljetankvagnar spårar ur vid Kameruns huvudstad Yaounde och kolliderar med ett annat tåg med oljetankvagnar med följd att olja läcker ut. Människor i närheten rusar till för att samla upp oljan i hinkar som sedan antänds.[5]
- 2002, 20 februari, fattade ett fullsatt persontåg eld i Kairo, Egypten. 361 personer omkom.[1]
- 2002, 24 juni, i Tanzania rullar ett passagerartåg bakåt och kolliderar med ett godståg. 281 döda.[1]
- 2007, 1 augusti, i Kongo-Kinshasa spårar ett godståg ur, och runt 100 som åkte på godsvagnarna dödas.[6]
- 2008, 16 juli, i Egypten knuffar en lastbil två andra fordon in i ett tåg från sidan med minst 37 döda som följd.[7]

## Amerika
- 1853 USA, ett tåg kör in i en öppnad bro, 46 döda.
- 1854 Kanada, två tåg kolliderar, 52 döda.
- 1857 Kanada, en bro kollapsar, 70 döda.
- 1864 Kanada, ett tåg kör in i en öppnad bro, 99 döda.
- 1887 USA, en bro kollapsar, 84 döda.
- 1904 USA, två tåg kolliderar, 113 döda.
- 1910 USA, två tåg spårar ur när de träffas av en lavin, 100 döda.
- 1918 USA, två tåg kolliderar, 101 döda.
- 1950, USA, två tåg kolliderar, 79 döda.
- 1951, USA, två tåg kolliderar, 85 döda.
- 1955, 3 april, Mexiko, ett tåg kör ner i en ravin, 300 döda.[1]
- 1961, USA, ett tåg kolliderar med en skolbuss, 20 döda barn.
- 1970, 1 februari, Argentina, två tåg kolliderar, 236 döda.[1]
- 1972, 6 oktober, Mexiko, ett tåg fattar eld, 208 döda.[1]
- 1972 i USA, två tåg kolliderar, 45 döda.
- 1987 i USA, två tåg kolliderar, på grund av en knarkande lokförare, 14 döda.
- 1993 i USA, ett tåg spårar ur på en bro ner i en flod i Mobile, Alabama. 47 döda och 103 skadas.[8]
- 2008, 12 september, i USA. Ett passagerartåg kör mot rött och kolliderar med ett godståg. 25 dödas.[9]
- 2012 i Argentina. Ett passagerartåg kraschar på grund av för hög fart, troligen på grund av fel på bromsarna. 51 döda. Se järnvägsolyckan i Buenos Aires 2012.
- 2013 i Kanada. Ett godståg med olja spårar ur och exploderar i småstaden Lac-Mégantic. 42 döda. Se järnvägsolyckan i Lac-Mégantic.

## Europa utom Sverige

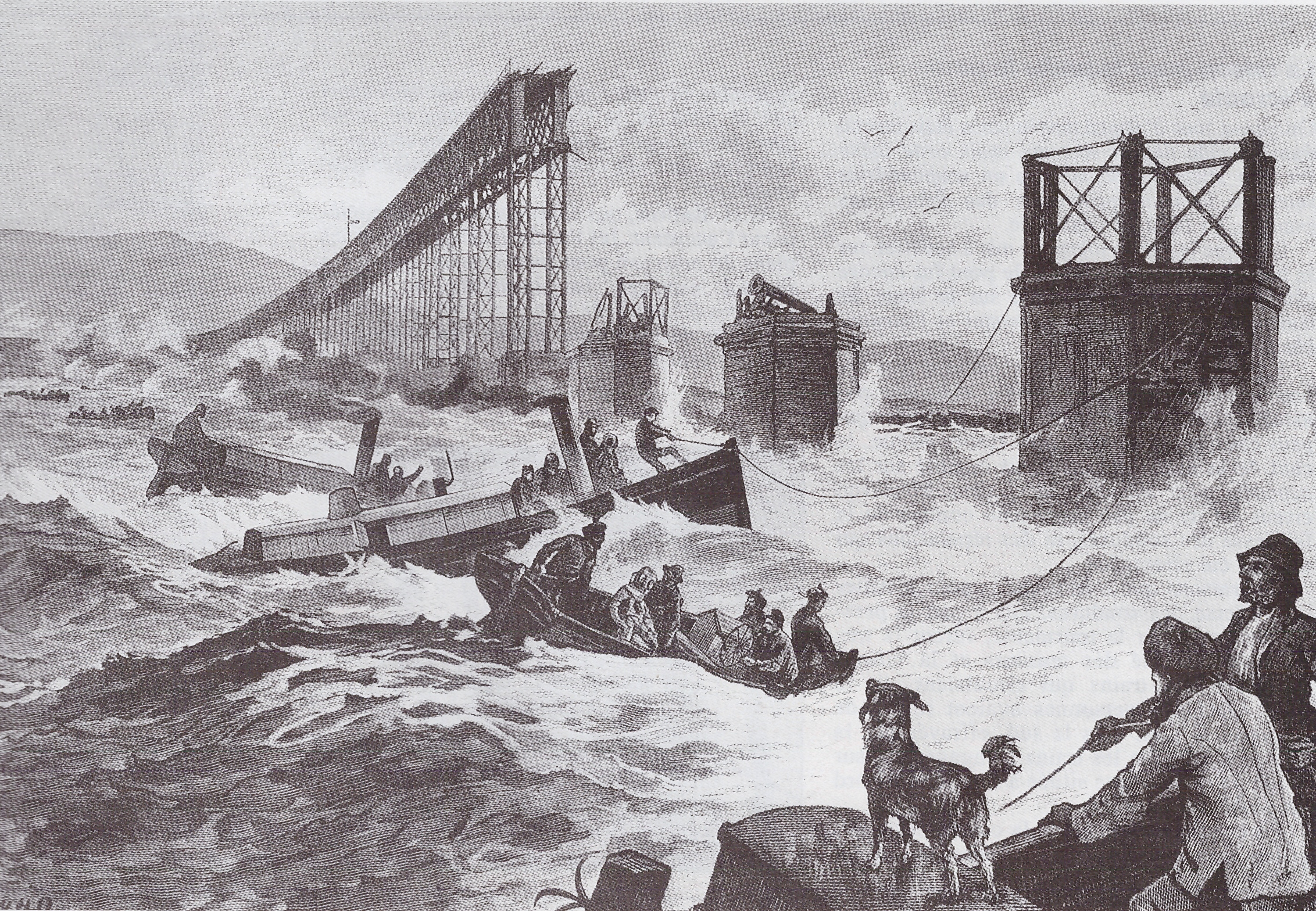
Teckning föreställande den raserade Taybron, 1879.

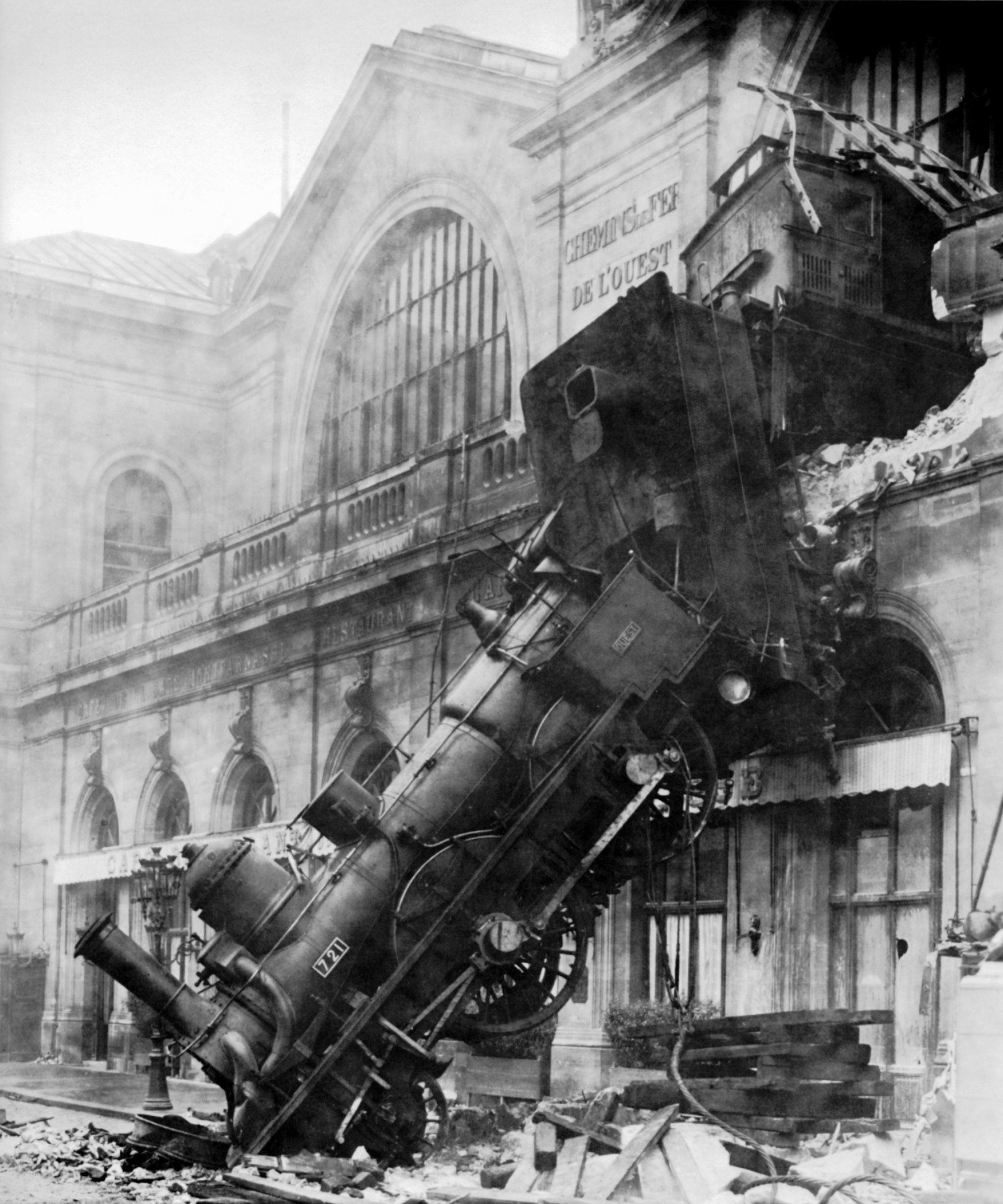
Tågolycka i Paris 1895. En omkommen.

- 1815, Philadelhia utanför Sunderland, Storbritannien. En experimentlok exploderar av för högt ångtryck. 16 döda, varav flera åskådare.
- 1842, Versailles, Frankrike. Ett tåg tog eld. Passagerarna var inlåsta av säkerhetsskäl (för att inte kunna ramla ut) och 55 personer innebrändes.
- 1853, Straffan, Irland, godståg kolliderar med stillastående passagerartåg, 16 döda.
- 1866, Welwyn, Storbritannien, tre godståg kolliderar i en tunnel, 2 döda och en brand bränner i tunneln för två dagar.
- 1874, Norwich, Storbritannien. Två passagerartåg frontalkolliderar, 25 döda.
- 1879, Skottland, första Taybron kollapsar, 75 döda.
- 1889, Armagh, Nordirland, tre vagn av ett passagerartåg full med skolbarn rullar bakåt, kolliderar med ett godståg, och ramlar ned en fördämning; 80 döda.
- 1891, Schweiz, en bro kollapsar, 71 döda.
- 1895, Gare Montparnasse, Paris, Frankrike, tåg brakar igenom stationen, 1 omkommen.
- 1897, Gentofte, Danmark, två tåg kolliderar, 40 döda.
- 1903, Paris tunnelbana, Frankrike, brand på grund av elfel, 84 döda.
- 1915, 22 maj, Quintinshill, nära Gretna Green, på gränsen mellan England och Skottland, två godståg, två passagerartåg och ett trupptransporttåg alla kolliderar, 227 döda.[1]
- 1917, 12 december, spårade ett trupptransporttåg ur i Mont Cenistunneln, Frankrike. 427 personer omkom. Se järnvägsolyckan i Mont Cenistunneln.[1]
- 1919, 1 november körde ett tåg in i ett annat bakifrån i Danmark, med 40 omkomna. Se järnvägsolyckan i Vigerslev.
- 1945, Snåsa, Norge, en bro sprängs av sabotörer. Senare kör ett tåg ner i floden och 70-80 dör.
- 1952, Harrow och Wealdstone, nära London, Storbritannien, tre passagerartåg kolliderar, 122 döda.
- 1974 Zagreb, Jugoslavien. Urspårning på grund av för hög fart, 167 döda. Se järnvägsolyckan i Zagreb 1974.
- 1975, 28 februari, Moorgate i London, Storbritannien. Ett persontåg krockar med en betongvägg och 43 omkommer. Se tunnelbaneolyckan i Moorgate.
- 1985, 11 september Alcafache, Portugal. Två tåg frontalkolliderar och fattar eld. 120 - 150 döda.[10]
- 1987 London, Storbritannien, en brand i King's Cross St. Pancras tunnelbanestation, 31 döda. Räknas ofta inte som en tågolycka då det var i stationen, särskilt i entréhallen, som de omkomna befann sig. Se branden vid King's Cross.
- 1989, 4 juni, möttes två tåg i Ufa, Sovjetunionen nära en gasledning som hade sprungit läck, vilket utlöste en gasexplosion. 575 personer omkom. Se järnvägsolyckan i Ufa 1989.[1]
- 1998 spårade ett höghastighetståg ur i Eschede, Tyskland. Tåget kolliderade med en pelare till en vägbro, som rasade över tåget. 101 döda. Se järnvägsolyckan i Eschede.
- 1999, 5 oktober kolliderade två tåg front mot front vid Ladbroke Grove ett par km från Paddington station i London. Ett trevagnars persontåg lämnade stationen och skulle kort därefter ledas över till ett annat spår men då först passera signalen SN109. Föraren körde här mot rött och kort därefter skedde kollisionen med ett inkommande snabbtåg (HST) från Cheltenham. Den kombinerade hastigheten bedömdes till 210 km/tim. Brand utbröt. 31 personer omkom och 417 skadades. Det fanns inte ATP och inte heller någon säkerhetsväxel som kunde ha avlett trevagnarståget. Olyckan ledde till omfattande debatt om säkerheten i det bolagiserades brittiska järnvägssystemet och den utreddes av Lord Cullen.
- 2000, 4 januari, Norge. 19 personer miste livet efter att ett tåg körde mot rött. Se Åstaolyckan.
- 2000 fattade ett kuggstångståg i Kaprun, Österrike eld, i en lång tunnel. 155 döda. Järnvägen lades därefter ned. Se bergbaneolyckan i Kaprun 2000.
- 2004 Bombdåden i Madrid 2004, Spanien, orsakar 192 döda.
- 2006 Ett provtåg på magnetsvävbanan Transrapid i Tyskland kolliderar i hög fart med ett annat tåg, 23 döda. Se transrapidolyckan i Lathen.
- 2013 Santiago de Compostela, Spanien 24 juli. Ett snabbtåg kommer in med alldeles för hög hastighet i en kurva och spårar ur. 80 döda. Se järnvägsolyckan i Santiago de Compostela.
- 2016 Andria-Corato, Italien 12 juli. Två tåg frontalkrockar i hög hastighet där 23 dör och 54 skadades. Se järnvägsolyckan mellan Andria och Corato.
- 2019 Ett persontåg kolliderar på Stora Bältbron i Danmark med ett lastbilssläp som i en storm faller av ett godståg. Åtta omkomna. Se  järnvägsolyckan på Stora Bältbron.
- 2022, 3 juni. Ett persontåg spårar ur i staden Garmisch-Partenkirchen i södra Tyskland. Fem personer omkommer och 44 skadas.
- 2023, 28 februari. Ett passagerartåg och ett godståg kolliderar och börjar brinna nära Evangelismós i Grekland. Fler än 40 personer omkommer, av vilka många är studenter. Olyckan är Greklands dödligaste på räls. Följande dag avgick Greklands transportminister Kostas Karamanlis.[11][12]

## Sverige
- 1864, 23 december. Ett tåg passerar stoppsignal, och kolliderar med ett annat tåg på stationen i Sandsjö, idag Bodafors, på Södra stambanan. Sju personer omkom och elva skadades. Se Sandsjöolyckan.
- 1875, 15 november, frontalkolliderar två tåg i Lagerlunda. Nio personer omkom. Se Lagerlundaolyckan.
- 1908, 19 september, ett snälltåg kolliderar med ett godståg norr om Huddinge station. Tre skadade och stora materiella skador. Se Järnvägsolyckan i Huddinge 1908.
- 1912, 8 maj, nattsnälltåg 2 spårade ur vid Älmhult. 7 boggievagnar kastades av spåret.[13]
- 1912, 16 juni, körde ett snälltåg in ett stillastående persontåg i Malmslätt. 22 omkom och 12 skadades. Se järnvägsolyckan i Malmslätt.
- 1917, 26 februari, körde ett persontåg in i ett pumphus i Holmsveden på grund av en fellagd växel. Elva omkom och 40 skadades. Se järnvägsolyckan i Holmsveden.
- 1918, 1 oktober, störtade ett lok och sju vagnar av banvallen efter ett jordskred i Getå utanför Norrköping. Minst 42 omkom och 41 skadades. Se järnvägsolyckan i Getå.
- 1923, 22 juli. Ett tåg och en lastbil kolliderade vid en vägkorsning i Kärra (Kärrabro) söder om Mölndal. Lastbilens flak var försett med sittbänkar och på bilen fanns 32 personer. P.g.a. att huvudvägen var avstängd för gatuarbeten gick trafiken på en mindre väg som korsade Västkustbanan utan signalanordningar. Nio personer omkom.[14][15]
- 1925, 1 november. Två vagnar i nattsnälltåget från Stockholm spårade ur i Malmö. En konduktör omkom, två passagerare skadades.[16]
- 1926, 30 mars. Ett elektriskt provtåg kolliderade med ett godståg nära Skövde på Västra stambanan. Flera skadades.[17]
- 1928, 22 juni klockan 01.30, kolliderade ett persontåg med ett lok i Lenninge, 4 kilometer söder om Bollnäs. 16 omkom och 50 skadades. Se järnvägsolyckan i Lenninge[18]
- 1930, 31 maj. Fem människor omkom i Töreboda när en bil påkördes av middagssnälltåget till Göteborg.[19]
- 1930, 26 oktober. Två människor omkommer i Vallstanäs när deras bil blir påkörd av ett tåg i järnvägsövergången.[20] Olyckan sätter igång en bred diskussion om införandet av övervakade järnvägsövergångar.[21]
- 1931. 30 april. Dingle, Bohuslän. P.g.a. fellagd växel fortsatte tåget genom en stoppbock. Eldaren omkom och föraren skadades.[22]
- 1935, 27 juni, urspårade ett grus- och arbetståg vid Abmoälven 9 km från Moskosel. Främst i tåget gick tre manskapsvagnar, därefter loket (ett E-lok) och sist nio tunga grusvagnar. Några lösa hästar skrämdes av tåget och kom upp på banvallen, blev påkörda, varvid den främsta lätta manskapsvagnen urspårade. Bakifrån kommande lok och grusvagnar tryckte ihop de tre manskapsvagnarna. Åtta personer omkom. De arbetade på bygget av Inlandsbanan.[23]
- 1937, 30 december. Snälltåg som skulle passera järnvägsstationen i Degerfors kör på grund av fellagd växel in i ett godståg. Inga svårare skador. [24]
- 1940, 17 september vid middagstid inträffade den så kallade Gubberoolyckan. Ett persontåg från Göteborg mot Borås kolliderade vid Gubbero på den då enkelspåriga Västkustbanan med ett lokaltåg från Kungsbacka. Nio personer dödades och 29 skadades.[25]
- 1941, 19 juli, ett tyskt tåg med ammunition på väg mot Torneå i Finland exploderar vid Krylbo. 24 personer skadas. Se Krylbosmällen.
- 1941, 14 december, nattsnälltåg 22 med lok och samtliga vagnar spårar ur vid Fors, på linjen Krylbo-Storvik. Två skadas. [26]
- 1942, 12 februari, kolliderade två persontåg vid Tyringe. Fem omkom och 15 skadades. Järnvägsolyckan i Tyringe.
- 1942, 27 februari. Fem personer omkom och sex skadades svårt vid en tågolycka på Södertälje Central (numera Södertälje centrum). En växlingsledare hade begått fel när två tåg kolliderade. En vagn fattade eld.[27]
- 1942, 6 juni. Vid Oppalaby på Ostkustbanan norr om Gävle kolliderade ett godståg och ett persontåg. En konduktör och flera resande skadas.[28]
- 1942, 5 juli. Vid Gärdhems station vid Trollhättan kolliderade en buss och en motorvagn. Två personer dödas, flera skadas.[28]
- 1942, 25 augusti. Två tåg kolliderade söder om Ramsjö station på Norra stambanan. Lokföraren på det ena tåget omkom. Ett 30-tal grusvagnar förstördes.[28]
- 1945, 29 juni. Med 90 kilometers fart rusade norrgående nattsnälltåg in i ett stillastående godståg på Gårdsjö station på Västra stambanan. Nattåget med sex vagnar hade 101 resande. Fem personer, bland dem lokförare och konduktör, omkom och tolv skadades. Orsak: en för tidigt omlagd växel.[29]
- 1947, 14 oktober, körde ett persontåg på en buss strax söder om Edsvalla. 14 omkom och 7 skadades. Se järnvägsolyckan i Edsvalla
- 1947, 5 november. Ett persontåg på Bohusbanan vid Göteborgs-Tingstad station på Hisingen har på intilliggande spår ett oljetåg. Ett tredje tåg, ett tungt godståg, på väg in mot stationen stannar inte utan rammar en vagn med bensin varpå brinnande bensin översköljer persontåget. Det rådde tät dimma. Fyra personer omkommer.[30][31]
- 1950, 28 oktober, kolliderar rälsbuss med tågnummer 756 med persontåg (tågnr 611) på sträckan Godegård–Mariedamm, ca 2 km söder om Mariedamm i Närke. 9 personer omkommer, 13 skadas. Se järnvägsolyckan i Mariedamm.
- 1951, 22 januari. Rälsbusståg 2548 avgår från Kinstaby station på linjen Kilafors-Söderhamn utan att ha fått avgångssignal och kolliderar efter drygt en kilometer med ett mötande persontåg. 11 personer omkommer, 12 skadas. Se järnvägsolyckan i Kinstaby.
- 1951, 2 maj, kolliderar Oslosnälltåget (tågnr 42) med ett stillastående godståg (nr 8821) norr om Upphärad på linjen Göteborg-Trollhättan. Lokbiträdet på snälltåget omkommer när han hoppar av loket. Lokföraren på godståget skadas svårt och får svetsas loss.[32]
- 1954, 18 maj. Ett gruståg kolliderar med ett snälltåg vid Tumba söder om Stockholm. 1 person omkommer, 25 skadas.[33]
- 1954, 6 augusti, en rälsbuss kolliderar med ett godståg vid Barsele i Västerbotten. Två dödades och nio skadades.[34]
- 1954, 7 augusti,[34] Nattsnälltåget från Malmö mot Stockholm spårar ur vid Rörvik på Södra stambanan. 6 personer omkommer, 42 skadas.[35]
- 1954, 15 december, ett persontåg kolliderar med en skolbuss vid Storsvedjan i Hälsingland. Fyra dödade, tre svårt skadade.[34]
- 1955, 29 juni, en mätvagn, kopplad till nytt rapidlok, ur spår vid Flen. Två SJ-experter dödade, flera andra skadade.[34]
- 1955, 29 oktober. Nordpilen kolliderar med en rälsbuss på Malmbanan söder om Gällivare. 23 personer skadades.[36]
- 1955, 12 november, tåg kolliderar med buss vid Gumböle station mellan Sundsvall och Härnösand. tre dödade, 25 skadade..[34]
- 1956, 2 januari. Snälltåget Köpenhamn-Göteborg-Oslo kolliderar nära Kungsbacka med ett persontåg. 1 person omkom och 16 skadades.[37]
- 1956, 13 januari, kolliderade ett motorvagnståg med ett skenande malmtåg i Ställdalen. 20 omkom. Se järnvägsolyckan i Ställdalen.
- 1956, 28 mars, kolliderade en rälsbuss och ett godståg tre km söder om Akkavare på Inlandsbanan, sex km norr om Arvidsjaur, då 16 personer omkommer och 10 skadades. Se järnvägsolyckan i Akkavare.[38]
- 1956, 29 mars. Nordpilen urspårar vid Granbo station, en mil söder om Bollnäs, då 2 personer omkommer och 25 skadas. Se Järnvägsolyckan vid Granbo station[39]
- 1956, 7 april. Två godståg kolliderar vid Tidans station på Västra stambanan norr om Skövde. Inga personskador men stora materiella skador. SJ beslutar att dra ner på hundraårsfirandet 1956.[40]
- 1956, 16 maj. Ett tåg med 22 tankvagnar med olja och bensin spårade ur vid Helgum.[40]
- 1957, 3 mars, Hinsnoret. En rälsbuss som inte kan stanna vid infartsignalen i "stopp" frontalkolliderar med en stillastående rälsbuss. 2 personer omkommer och 20 skadas. Järnvägsolyckan vid Hinsnorets station[41][42]
- 1958, 29 maj. En banarbetare omkom när en motordressin kolliderade med en trampdressin vid Årbohedens grusgrop mellan Slättberg och Sågmyra på banan mellan Rättvik och Falun.[43]
- 1958, 5 september. Mellan Grycksbo och Sågmyra i Dalarna kolliderade ett diesellok och en rälsbuss full med skolbarn. Åtta personer och föraren dog, samt 10 personer skadades. Järnvägsolyckan i Grycksbo[44]
- 1960, 18 augusti. Ett av SJ:s nya Paprikatåg kolliderar under en provtur med en lastbil i Dalarna. Tre personer omkommer.[45]
- 1960, 29 oktober. Snälltåget Dalpilen spårar ur vid Upplands Väsby. 7 skadas.[46]
- 1961, 6 september. En rälsbussbrand inträffar på linjen Sundsvall-Storlien.[47]
- 1962, 17 juli. Expresståget Mälardalen kör in i ett stillastående godståg i Degerfors. 11 skadas. [48]
- 1964, 21 oktober. Expresståget Västerhavet kolliderar med ett stillastående godståg vid Norrköping. 4 skadas.[49]
- 1964, 5 september, klockan 22.48 urspårade Nordpilen vid Alby stationssamhälle 1 mil söder om Ånge. Nio personer omkom och 31 skadades. Tåget hade 400 passagerare i fjorton vagnar. Se järnvägsolyckan i Alby.
- 1965, 20 februari, dubbleringssnälltåg körde in i ett stillastående persontåg i Skultorp vid Skövde, varvid 10 personer omkom.[50] Olyckan blev startskottet för uppbyggnaden av signalsystemet ATC.
- 1966, 24 april, Holmsveden - Kilafors. Motorvagnståg 5106 kolliderade på linjen med en s.k. vagnuttagning, det vill säga lok och revisionsvagn. Vid olyckan dödades 6 personer och 7 skadades. Se järnvägsolyckorna i Holmsveden.
- 1970, 18 juni. Tågurspårning vid Kåhög på grund av så kallad solkurva. En värnpliktig från T2 i Skövde och en finländare omkom. 74 skadades.[51]
- 1972, 4 augusti. Vid Svinskogen på sträckan Munktorp-Kolbäck kolliderar snälltåg med tågnummer 741 med extra godståg (tågnr 6228). Två lokförare omkommer, många passagerare skadas.[52]
- 1972, 7 december, Järna. Ett pendeltåg kolliderar med expresståg 4 dödades.[52]
- 1972, 23 december, två godståg kolliderar i Sävsjö runt klockan fyra på morgonen, varvid två lokförare omkommer direkt och en tredje några dagar senare. Olyckan leder till stor materiell förödelse.[53][54]
- 1973, 12 juli. Ett pendeltåg kör igenom en skyddsväxel och in i en bergvägg i dåvarande Södertörns Villastad, idag Farsta strand 5 dödade och 10 skadades[52]
- 1975, 31 mars, körde en bil rakt in i den andra vagnen på ett expresståg varpå nio vagnar spårade ur. 14 omkom och 29 skadades. Se järnvägsolyckan i Sya-Mjölby.
- 1975, 17 april, ett godståg på linjen Göteborg–Kil kolliderade med ett arbetståg söder om Tösse station i Dalsland. En banarbetare och godstågets lokförare avled. Ett par personer skadades.[55][56][57]
- 1975, 15 maj. Två persontåg kolliderade på Norrköpings central. Åtta personer omkom, varav flera skolbarn.[58] Se järnvägsolyckan på Norrköpings centralstation 1975
- 1976, 28 juni. Ett godståg och ett persontåg kolliderade vid Raus utanför Helsingborg. 15 omkom och 17 skadades. Se järnvägsolyckan i Raus
- 1976, 16 juli. En person dödas och 15 skadas då ett tåg från Malmö till Göteborg urspårar norr om Kågeröd på grund av en solkurva.[59]
- 1977, 24 november. Tre personer omkom, bland annat lokföraren, och 29 skadades vid tågolycka då ett snälltåg och ett växlingslok kolliderade vid Västerås norra.[60]
- 1978, 7 augusti. Nattåget mellan Stockholm och Göteborg gick av spåret i Hallsberg. Inga personer skadas men däremot blev omfattande materiella skador. Sju genomgående spår blockerades och hela spårområdet blev strömlöst.[61]
- 1978, 10 augusti. En rälsbuss kolliderade med ett godståg på enkelspåret just utanför Östersunds tätortsområde. Tio personer dödades omgående och 30 skadades varav 10 allvarligt. Tågklareraren på Centralstationen i Östersund tog på sig skulden för olyckan i telefonsamtal med Östersundspolisen omedelbart efter kraschen.[62][63]
- 1978, 10 augusti. Snälltåget mellan Malmö till Karlskrona över Hässleholm, en så kallad "kamel", där den första och sista vagnen har två våningar och samtidigt är lok, spårade ur vid idrottsplatsen i Stehag. Fyra personer omkom och 10 skadades.[64]
- 1979, 22 oktober. Ett nattåg höll för hög hastighet in på Nässjö station. Lokföraren omkom och 40 skadades.[65]
- 1980, 14 maj, urspårade tåg 143 på bangården i Pålsboda, 16 resande skadades. Tåget i riktning mot Göteborg skulle här gå över till högerspår men gjorde det utan att sätta ned farten och spårade ur. Många vagnar hamnade tvärs över spåret, i sick-sack.[66][67]
- 1980, 2 juni, kolliderade två tåg vid Hinsnoret-Ornäs. 11 omkom och 61 skadades. Järnvägsolyckan vid Hinsnoret-Ornäs.
- 1980, 24 augusti. Nordpilen spårar ur strax söder om Upplands Väsby station. Tåget hade 400 passagerare. Nio omkom och 39 skadades[68].
- 1980, 10 november, Linköping. Resandetåg 203 urspårade strax innan bron över Stångån med samtliga 12 vagnar varvid 2 vagnar stjälpte. 1 resande omkom och 38 skadades. Orsaken var för hög hastighet.[52]
- 1982, 24 juli, Tre personer dödades och minst ett 50-tal skadades vid tågurspårning på grund av en solkurva i Trönö två mil norr om Söderhamn.[69]
- 1987, 10 januari krockade två sammankopplade lok med ett stillastående persontåg i Stöde på grund av en fastfrusen växel. En passagerare samt lokföraren på persontåget omkom och fem skadades. [70]
- 1987, 16 november kolliderade två persontåg i Lerum på grund av en felaktigt ställd växel. 9 omkom och 130 skadades. Se järnvägsolyckan i Lerum.
- 1989, 2 oktober, Nattåget från Hamburg till Oslo körde på en lastbil som skulle passera över spåren i Väröbacka nära Varberg. Lastbilschauffören och tre tågpassagerare omkom, samt 25 skadades.[71]
- 1990, 10 april. Ett tåg urspårar i Sköldinge på grund av för hög hastighet i växel. 2 passagerare omkom och 53 skadades.[72]
- 1992, 12 mars. En spårvagn i Göteborg rullar utför en backe utan bromsar. Den urspårar och rammar hållplatsen vid Vasaplatsen där många står och väntar. 13 personer dör och 29 skadades. Spårvagnsolyckan vid Vasaplatsen i Göteborg.
- 1993, 29 december. Ett södergående persontåg från Östersund mot Stockholm (tågnr 881, Rc-lok och sex vagnar, alla med skivbromsade hjul) frontalkolliderar med ett norrgående godståg (tågnr 5592) strax utanför södra delen av Tallåsens station där tågmötet skulle ha skett. Resandetåget hade påbörjat inbromsning men stannade ej på mötesspåret utan fortsatte. Ett tiotal personer fördes till sjukhus för kontroll. Olyckan ledde till ändrade regler för antal vagnar med skivbromsar av viss typ i tågen.[73]
- 2001, 31 maj. Ett passagerartåg kolliderar med en personbil vid en plankorsning strax nordväst om Nässjö. De båda passagerarna i personbilen, en 42-årig kvinna och en 16-årig flicka, omkommer.[74]
- 2004, 10 september, kolliderade ett Kustpilentåg med en lastbil i Nosaby. Tåget träffade lastbilens släp, varpå 2 personer omkom och 47 skadades. Se järnvägsolyckan i Nosaby.
- 2005, 28 februari. I Ledsgård i Kungsbacka kommun kör ett godståg med klortankvagnar genom en stoppbock och ut på en åker. Bromssystemet hade en manuell inställning lastad/tom som ställts fel. Västkustbanan stängdes av på platsen i två veckor efteråt på grund av den farliga lasten och den besvärliga bärgningen. Ingen svårare skadad.[75] Se järnvägsolyckan i Ledsgård.
- 2006 mars-april. pendeltåg x14 3236 på väg söderut krockar strax utanför Linköping med en urspårad timmervagn på väg norrut. En passagerare skadad. X14 3236 rullar ner för brant på grund av inga bromsar och skadas ytterligare på huvudverkstaden.
- 2007, 25 oktober, en 15-årig pojke omkommer i Solna då han passerar järnvägen och blir påkörd av ett Arlanda Express-tåg.[76]
- 2007, 26 oktober, en 18-årig pojke blir påkörd av Saltsjöbanan och omkommer på Östervik station i Nacka, när han är på väg till tåget.[77]
- 2009, 30 september, en 13-årig pojke omkommer i Uddevalla då han klättrar upp på ett lok och dödas av elströmmen. Hela pojkens skolklass bevittnar händelsen.[78]
- 2010, 9 september. Två tonårsflickor dödas då de körs på av tåget i Stenungsund, med ganska mycket mediauppmärksamhet.[79]
- 2010, 12 september. En 24-årig kvinna avlider och 17 personer skadas efter att ett X2-tåg kolliderat med en grävlastare nära Kimstads station mellan Norrköping och Linköping. Se järnvägsolyckan i Kimstad 2010.
- 2010, 1 oktober. Intercity-tåget från Oslo till Stockholm urspårade vid Skotteruds station i Hedmark i Norge. Två vagnar urspårade  varav en välte. 40 lindrigt skadade fördes till sjukhus.[80]
- 2011, 9 juni urspårning Smedjebacken-Söderbärke av ett tåg lastat med gasol.[81][82]
- 2012, 30 maj. 17-åring avlider i Borlänge efter ett godståg kolliderar med 17-åringen då han satt fast i rälsen med sitt cykeldäck och inte hörde då tåget kom och släpades med till nästa övergång.
- 2012, 3 december. Nattåget från Stockholm till Östersund/Storlien urspårar i höjd med Stöde, 4 mil väster om Sundsvall, vid sextiden.[83]
- 2013, 4 januari. En 8-årig flicka avlider och en man samt ett barn skadas då bilen de färdas i träffas av tåget vid Broby norr om Stockholm.[84]
- 2013, 15 januari. Ett 4-vagnarståg på Saltsjöbanan kraschar genom en stoppbock och in i ett bostadshus efter plattformen vid Saltsjöbadens station. En städare ombord skadades allvarligt. Se järnvägsolyckan på Saltsjöbanan 2013.[85]
- 2013, 10 april. Ett tåg kolliderade med en lastbil vid Forserum utanför Nässjö. Lastbilschauffören dödades och flera människor i tåget fördes till sjukhus.[86]
- 2013, 12 november. Ett godståg urspårade och kraschade in i en tunnel vid Stockholms södra station.[87]
- 2014, 20 januari. Ett Öresundståg med 13 passagerare spårade ur i höjd med Eldsberga norr om Laholm.[88]
- 2014, 4 juli. Ett timmertåg urspårade  i Krokom. Tåget var 32 vagnar långt där varje vagn väger 45 ton.[89]
- 2014, 29 oktober. Ett lok urspårade vid Degerfors i Värmland.[90]
- 2014, 24 september. Ett SJ 3000 urspårade till följ av en kollision med en dumper i Maj söder om Sundsvall.[91]
- 2015, 23 februari. Ett godståg urspårade i Södertälje. Ett pendeltåg kraschade därefter in i det urspårade tåget.[92]
- 2016, 31 mars. Ett godståg urspårade vid Nykvarn och drog med sig ledningstolpar och kontaktledningar.[93]
- 2015, 26 oktober. Ett persontåg urspårade i Sala.[94]
- 2016, 4 november. Ett persontåg urspårade i Alvesta och orsakar totalstopp på södra stambanan.[95]
- 2016, 23 november. Ett SJ 3000 urspårade vid Borlänge station vid 20-tiden.[96]
- 2016. 2 december. Ett godståg med farligt gods urspårade vid Sävenäs ca 15:30.[97]
- 2017, 25 april. Ett godståg med farligt gods urspårade strax innan Varberg 01:29.[98]
- 2017, 9 juni. Två tunnelbanetåg kolliderar på väg ut ur depån i Nyboda cirka 04.[99]
- 2017, 26 september. Ett persontåg krockade med ett stridsfordon, en pansarterrängbil 360, vid Västerljung mellan Trosa och Nyköping.[100]
- 2023 19 maj. Ett Västtåg urspårar några kilometer utanför Herrljunga efter att ha kört på 13 bortrymda kor som står på spåret. Inga personer omkommer, men alla kor dör.[101]
- 2023, 27 maj. Ett Arlanda Express-tåg urspårar nära Arlanda flygplats. 2 personer förs till sjukhus och ca 300 meter spår behöver läggas om, vilket orsakar stora förseningar och störningar i pendeltågs- samt fjärr- och regionaltågstrafiken under en period.[102]
- 2023, 7 augusti. Ett SJ-snabbtåg, SJ 3000 urspårar utanför Hudiksvall under en resa från Stockholm till Sundsvall på grund av kraftigt regnoväder som fick banvallen att rasa. Tre personer förs till sjukhus och resterande passagerare evakueras och transporteras med buss till Hudiksvall.[103]
- 2024, 15 januari. Ett persontåg krockar i ett lastbilssläp i Ramseröd utanför Uddevalla i Västra Götaland. Lokföraren omkommer och 10 personer skadas lindrigt.[104]

För övrigt omkommer cirka sju personer per år i Sverige i olyckor på plankorsningar väg–järnväg. Dessutom omkommer ett 90-tal personer per år i Sverige som går eller befinner sig på spår, varav många är självmord.

## Oceanien
Nya Zeeland
- 1953, 24 december. Ett nattåg mellan Wellington och Auckland kör ner i en flod efter att bron över floden rasar ihop utanför Tangiwai. 151 döda.[106]

### Australien
- 1878, 30 januari. Två godståg frontalkrockar och tre mister livet. Se järnvägsolyckan i Emu Plains.[107]
- 1885, 25 januari. Ett tåg spårar ur vid en trumma som har spolats bort, sju dödas. Se järnvägsolyckan i Cootamundra 1885.[108]
- 1886, 22 juli. Ett persontåg spårar ur på en bro och två drunknar. Se järnvägsolyckan i Bridgewater 1886.[109]
- 1894, 31 oktober. Två persontåg frontalkrockar och 14 dödas. Se järnvägsolyckan i Redfern 1894.[110]
- 1908, 20 april. Ett tåg kör in i ett annat bakifrån varvid 44 dödas. Se järnvägsolyckan i Sunshine.[111]
- 1910, 5 februari. Ett godståg blir bromslöst och spårar ur, tre dödas. Se järnvägsolyckan i Beaufort 1910.[112]
- 1914, 13 mars. Ett nattåg frontrolkrockar med ett godståg och 14 dödas. Se järnvägsolyckan i Exeter.[113]
- 1925, 9 juni. Ett tåg faller av en bro och nio dödas. Se järnvägsolyckan i Traveston 1925.[114]
- 1926, 13 september. Godsvagnar lossar och rullar okontrollerat ner kör en backe och krockar med ett annat tåg, där 27 dödas. Se järnvägsolyckan i Murulla.[115]
- 1947, 5 maj. Ett persontåg spårar ur och 16 dödas. Se järnvägsolyckan i Camp Mountain 1947.[116]
- 1948, 30 juni. Ett nattåg spårar ur och fyra dödas. Se järnvägsolyckan i Rocky Ponds.[117]
- 1952, 12 april. Ett fjärrtåg frontalkrockar med ett stillastående fjärrtåg och en dödades. Se järnvägsolyckan i Moriac 1952.[118]
- 1952, 7 maj. Två pendeltåg krockar och tio dödas. Se järnvägsolyckan i Berala 1952.[119]
- 1953, 19 december. Två pendeltåg krockar och fem dödas. Se järnvägsolyckan i Sydenham 1953.[120]
- 1956, 1 december. Ett persontåg krockar med ett annat persontåg bakifrån och fem dödas. Se järnvägsolyckan i Wallumbilla 1956.[121]
- 1960, 26 februari. En bro går sönder medan ett persontåg kör på den, sju dödas. Se järnvägsolyckan i Bogantungan 1960.[122]
- 1969, 7 februari. Ett nattåg frontalkrockar med ett godståg och nio dödas. Se järnvägsolyckan i Violet Town 1969.[123]
- 1976, 16 januari. Ett godståg krockar med ett persontåg bakifrån och en dödas. Se järnvägsolyckan i Glenbrook 1976.[124]
- 1977, 18 januari. Ett tåg spårar ur och träffar en bro som faller över tåget, 83 dödas. Se järnvägsolyckan i Granville.[125]
- 1990, 6 maj. Ett persontåg krockar med ett veterantåg bakifrån, sex dödas. Se järnvägsolyckan i Brooklyn 1990.[126]
- 2007, 5 juni. En lastbil krockar med ett persontåg vid en plankorsning och elva dödas. Se järnvägsolyckan i Kerang.[127]
- 2020, 20 februari. Ett snabbtåg spårar ur och två anställda dödas. Se järnvägsolyckan i Wallan.[128]